# Rosens namn (film)
Rosens namn är en italiensk-fransk-västtysk mysteriefilm från 1986 i regi av Jean-Jacques Annaud. Filmen är baserad på Umberto Ecos roman med samma namn från 1980. I huvudrollerna ses Sean Connery och Christian Slater.

## Handling
Novisen Adso och hans läromästare, broder William av Baskerville, anländer till ett kloster år 1327 där en av munkarna nyligen avlidit på ett mystiskt sätt. Broder William följer ledtrådarna. När så fler munkar dör under mystiska omständigheter tillkallar abboten inkvisitionen, vars representant Bernardo Gui lägger skulden på en ung och fattig flicka som Adso förälskat sig i.

## Rollista i urval
- Sean Connery - William av Baskerville
- F. Murray Abraham - Bernardo Gui
- Christian Slater - Adso av Melk, Baron av Melks yngsta son
- Helmut Qualtinger - Remigio av Varagine
- Elya Baskin - Broder Severinus
- Michael Lonsdale - Abboten
- Volker Prechtel - Broder Malachias
- Feodor Chaliapin, Jr. - Jorge de Burgos
- William Hickey - Ubertino de Casale
- Michael Habeck - Broder Berenger
- Urs Althaus - Broder Venantius
- Valentina Vargas - flickan
- Ron Perlman - Broder Salvatore
- Leopoldo Trieste - Michele da Cesena
- Franco Valobra - Jerome av Kaffa
- Vernon Dobtcheff - Hugh av Newcastle
- Donal O'Brian - Pietro d'Assisi
- Andrew Birkin - Cuthbert av Winchester
- Lucien Bodard - Kardinal Bertrand
- Peter Berling - Jean d'Anneaux
- Pete Lancaster - Biskop av Alborea
- Dwight Weist - Adso som gammal (röst)